# CO Андромеды
CO Андромеды (лат. CO Andromedae) — тройная звезда в созвездии Андромеды на расстоянии приблизительно 1282 световых лет (около 393 парсеков) от Солнца. Видимая звёздная величина звезды — от +12,1m до +11,1m. Возраст звезды определён как около 3,6 млрд лет.
Пара первого и второго компонентов — двойная затменная переменная звезда типа Алголя (EA). Орбитальный период — около 1,8277 суток.

## Характеристики
Первый компонент — жёлто-белая звезда спектрального класса F8. Масса — около 1,289 солнечной, радиус — около 1,727 солнечного, светимость — около 7,191 солнечных. Эффективная температура — около 6140 K.
Второй компонент — жёлто-белая звезда спектрального класса F8. Масса — около 1,264 солнечной, радиус — около 1,694 солнечного. Эффективная температура — около 6170 K.
Третий компонент — предположительно оранжевый карлик спектрального класса K. Масса — около 0,8 солнечной.